# Philippe Daudy
Philippe Daudy (autres noms de plume : Paul Paoli, Adrien Barraud), né le 17 juin 1925 à Paris, et mort le 12 mars 1994 à Pékin, est un journaliste, écrivain, éditeur et homme d'affaires français. Anglophile, il s'installe en Angleterre pour écrire un best-seller sur les Anglais.

## Biographie

### Origines et jeunesse
Philippe Daudy passe son enfance en Éthiopie, où son père, le Dr Bernard Daudy, est le médecin de la Compagnie du Chemin de Fer Franco-Ethiopien (it). Son père (dont la mère est la petite-fille José Antônio Moreira, comte de Ipanema), qui a fondé un Institut Pasteur à Tirana, meurt jeune d'une morsure de serpent. Paule Poggi, la mère de Philippe Daudy, se remarie en 1940 au gouverneur général des colonies, Hubert Jules Deschamps, qui devient ensuite professeur d'histoire à la Sorbonne et à l'Institut d'études politiques de Paris.
Philippe est le neveu de Marc et de Louis Chadourne et d'Elda Nobel (petite-fille de Robert Nobel et de Ludvig Nobel). Sa nièce épouse Charles de Bourbon Busset.
Philippe Daudy étudie au Collège des Oratoriens de Juilly, puis à l'École pratique des hautes études.

### Service dans la Résistance
Pendant la Seconde Guerre mondiale, Daudy sert dans un réseau de résistance opérant dans et autour de Lyon, sous le nom de Frédéric. Il est l'un des hommes des chefs des FTP, est blessé d'une balle lors d'une attaque d'un dépôt de transport de la Gestapo à Villeurbanne et reçoit la Croix de guerre. Interviewé en 1969 dans le documentaire de Marcel Ophüls sur la France occupée, Le Chagrin et la Pitié, Daudy affirme alors : « Au mieux, la Résistance a été la première société sans classes en France. Les deux classes sont devenues compagnons d'armes, partageant les mêmes dangers, et même la mort ».

### Journaliste et écrivain
Après la Seconde Guerre mondiale, Daudy travaille comme correspondant pour l'Agence France-Presse, couvrant successivement la Guerre civile grecque, la Guerre de Corée, l'Extrême-Orient et le régime de Tito en Yougoslavie. Daudy est coauteur d'un ouvrage de premier plan sur la guerre de Corée, Retour de Corée et contribuera plus tard, chez Thames Television, à un documentaire historique de premier plan, Korea: the Unknown War. 
De retour à Paris, il devient directeur de collections chez Plon et Tallandier, et, en 1974, directeur d'Alfred Hitchcock magazine. Chez Plon, il crée, à la demande de Thierry de Clermont-Tonnerre, la collection Nuit blanche, et convainc Gérard de Villiers d'écrire des romans,,. Autre coup d'édition remarquable, il réussit à obtenir les droits des James Bond de Ian Fleming.
Il fonde sa propre maison d'édition et cofonde le premier prix littéraire français, maintenant connu comme le Prix Décembre.
En 1989, après des recherches approfondies, Daudy écrit le livre pour lequel il est peut-être mieux connu dans le monde anglo-saxon, Les Anglais, une analyse du caractère affectueux de la nation anglaise, qui a ensuite été traduit en anglais par sa fille Isabelle Daudy et publié en Angleterre en 1991.

### Les autres activités
En 1950 et 1952, Daudy organise de nouveau une exposition des peintures de Jacques Daniel à la Galerie Palmes (avec un texte de Charles Estienne sur l'invitation).
En 1966, il devient conseiller technique au cabinet de Gaston Palewski, alors président du Conseil constitutionnel.
Il est vice-président de la Fondation Royaumont de 1971 à 1973, fondée par son beau-père.
Avec l'Hon. Robin Johnstone, Daudy fut fondé Honorary Secretary du Conseil franco-britannique en 1972. Il fut décoré de l'Ordre de l'Empire britannique pour ses services dans les relations anglo-françaises.
Daudy a également fabriqué son propre Armagnac à Condom et est le précurseur du développement du tourisme de la rivière Baïse,,.

### Vie familiale
Marié d'abord à Janine Sommer (mariage dissous), dont il a deux filles, Martine et Florence, il épouse ensuite Barbara Guidotti (mariage dissous), dont il a une fille, Isabelle, une écrivain et psychologue basée à Toulouse (et mariée au Pr Paul Seabright, économiste et professeur à l'université de Toulouse).
À sa mort à Pékin, le 12 mars 1994, Daudy est alors marié à sa troisième épouse, Marie-Christine Goüin (fille de l'industriel et philanthrope Henry Goüin, fondateur de la Fondation Royaumont). Par elle, il a un fils, Clément, économiste (marié à l'artiste britannique Kate Daudy), et une fille, Mathilde, chanteuse et documentariste (mariée au célèbre musicologue Marcel Pérès).

## Publications
- Retour de Corée, Éditions René Juillard, 1951 (avec Serge Bromberger, Henri de Turenne et Jean-Marie de Prémonville)
- Le Roi de Prusse (1960), roman
- Neige à Capri (première publication en 1960, sous le pseudonyme de Paul Paoli)
- Les Pigeons de Naples (1961, sous le pseudonyme de Paul Paoli),
- Bal à Bâle (1962, sous le pseudonyme de Paul Paoli)
- Barque-en-Cannes (sous le pseudonyme de Paul Paoli), 1962, coll. Nuit blanche, Plon, 249 p.[17]
- L'Amour cousu d'or (1963), roman
- Les lettres d'amour: lettres à l'inconnue, lettres à Valentine Delessert. Lettres d'amitié à Stendhal, Tourguenev, etc. Lettres sur les monuments de France et leur restauration, etc (1964)
- Naples (1964)
- Une préface d'une édition de Prosper Mérimée (1964)
- Une préface de Dominique d'Eugène Fromentin (1965)
- Une préface des Mémoires du comte de Gramont d'Antoine Hamilton (1965)
- Les Amants de l'Italie (1966)
- La crise de la République (1967)
- Le Vagabond de Malevie (1977, sous le pseudonyme d'Adrien Barraud)
- Le Criminel précautionneux (1978, sous le pseudonyme d'Adrien Barraud)
- La Mémoire d'un siècle: le vagabond de Malevie (1978)
- La Force du destin (1981)
- Les Anglais : portrait of a people (1991)
- Histoire générale de la peinture : Le XVIIe siècle
- Nouvelle histoire de France (avec Julien Cain) :
  - Charlemagne l'Européen (1965)
  - Le Roi, le Bourgeois, le Seigneur: Louis VI le Gros et Louis VII, 1108-1180 (1966)
  - Les Capétiens : naissance d'une dynastie, 987-1108 (1966)
  - Le Siècle de Saint-Louis (1966)
  - Le Premier Royaume de France (1966)
  - 1328-1422 (1966)
  - 1422-1483 (1966)
  - Louis XIII et Richelieu 1610-1642 (1966)
  - Naissance d'un état (1966)
  - Le Royaume pacifié (1966)
  - Les Ancestres de la France (1966)
  - La Gloire et la Fumée (1966)
  - Louis XIV et l'apogée de la monarchie 1661-1683 (1966)
  - Comment tombent les bastilles (1967)
  - La République éphémère (1967)
  - La France à l'heure impérial (1967)
  - L'Empire sous les armes (1967)
  - Le Déclin 1683-1715 (1967)
  - La Crise de la République (1967)
  - La Monarchie ressuscitée (1967)
  - De la tribune à la guillotine (1967)
  - La Chute de la royauté (1967)
  - Louis XV (1967)
  - La Royauté en redingote, le règne de Louis-Philippe, 1830-1848 (1967)
  - Les Grandes Heures de la Renaissance (1968)
  - La Course du Soleil (1968)
  - D'une République à l'autre (1968)
  - L'Installation d'une République (1968)
  - La France et la Belle Époque (1968)
  - La Régence et le gouvernement de Mazarin 1642-1661 (1968)
  - La France des lumières: l'évolution sociale sous le règne de Louis XV, 1715-1774 (1968)
  - L'Exil, la Nuit et le Retour (1968)
  - La Pourpre et la Politique (1968)
  - Les Églises ennemies (1968)
  - Le Panache, le Commerce et l'Industrie (1968)
  - La Montée des périls (1968)
  - Les Politiciens, conquêtes et scandales: de Gambetta à Clemenceau, 1879-1899 (1969)
  - La France convalescente: 1919-1929 (1970)

## Distinctions
- Croix de guerre 1939-1945
- Médaille militaire

## Sources
- Bruno Permezel, Résistants à Lyon: 1144 noms, 1992